# VITAMIN-Q featuring ANZA
VITAMIN-Q featuring ANZA（ビタミン・キュー・フィーチャリング・アンザ）は日本のロック・バンド。加藤和彦を中心に小原礼、屋敷豪太、土屋昌巳が集まり2008年3月に結成。「男4人じゃムサい」（加藤）となり、ANZAを起用した。バンド名はエレクトリックギター／ベースのパーツとして使われるオイルコンデンサーの名前から取られている。通称「ビタQ」。なお、「VITAMIN-Q featuring ANZA」がバンド名であり、『VITAMIN-Q』は作品名である。

## 来歴
- 2008年3月に結成。加藤、小原、土屋、屋敷それぞれが「英国」をコンセプトに曲を持ち寄る。
- レコーディングはヴィンテージ楽器によるアナログ録音にこだわったもの[2]。基本的に「一発録り」だった[3]。
- 同年12月3日にアルバム『VITAMIN-Q』をコロムビアミュージックエンタテインメントからリリース。
- 翌2009年2月3日、Shibuya AXにてデビュー・ライブを開催。5月2日には京都公演を行う。
- 2009年10月に加藤和彦が逝去したため、バンドとしての活動は白紙状態のままになっている。

## メンバー
- ANZA－ボーカル
- 加藤和彦－ギター
- 小原礼－ベース
- 土屋昌巳－ギター
- 屋敷豪太－ドラムス

## ディスコグラフィ

### VITAMIN-Q（2008年12月3日）
1. PANIC CRASH (3:51)
作詞：ANZA　作曲：加藤和彦　ボーカル：ANZA
2. THE QUEEN OF COOL (3:30)
作詞：クリス・モズデル　作曲：小原礼　ボーカル：ANZA
3. CUPID'S CALLING (5:11)
作詞：クリス・モズデル　作曲：加藤和彦　ボーカル：加藤和彦
4. LOVE AT THOUSAND DEGREES (4:39)
作詞：クリス・モズデル　作曲：屋敷豪太　ボーカル：屋敷豪太
5. FUN FUN FUN (4:51)
作詞：森若香織　作曲：土屋昌巳　ボーカル：ANZA
6. アンファン・テリブル (4:28)
作詞：サエキけんぞう　作曲：小原礼　ボーカル：ANZA
7. LOTUS AVENUE (The Ballad of the Blackout Boys) (6:11)
作詞：クリス・モズデル　作曲：加藤和彦　ボーカル：加藤和彦
8. メタルに塗りつぶせ (4:49)
作詞：サエキけんぞう　作曲：加藤和彦　ボーカル：ANZA
9. スゥキスキスゥ (3:48)
作詞：森雪之丞　作曲：加藤和彦　ボーカル：ANZA
10. IN THIS MOMENT (6:01)
作詞：クリス・モズデル　作曲：土屋昌巳　ボーカル：土屋昌巳
11. TAKE THE WILD WAY HOME (5:40)
作詞：クリス・モズデル　作曲：小原礼　ボーカル：小原礼、ANZA、尾崎亜美
12. THE ETERNAL FLASH (7:51)
作詞：サエキけんぞう　作曲：屋敷豪太　ボーカル：ANZA